# Nacopa bistrigata
Nacopa bistrigata là một loài bướm đêm trong họ Noctuidae.